# Hidrografija
Hidrografija je znanost o prirodnim obilježjima vodâ i rubnog kopna uz njih. U općenitom smislu "hidrografija" se odnosi na mjerenje i opis bilo kojih voda. Tako shvaćana hidrografija se dijeli na oceanografiju  i limnologiju. U stručnom smislu se termin primjenjuje samo na mjerenje i opise voda sigurnih za plovidbu. Stručni naziv je sada uobičajeniji u primjeni, jer su dijelovi hidrografije postali glavna područja znanosti.
U širem mjerilu hidrologijom se obično bave nacionalne i internacionalne organizacije koje podupiru sakupljanje podataka kroz precizna istraživanja i izrađivanje karata i opisnih materijala za navigacijske svrhe. Znanost o oceanografiji je djelomice izdanak klasične hidrografije. U mnogim pogledima podaci se mogu zamjenjivati, međutim brodski hidrografski podaci će biti posebno usmjereni na plovidbu brodova i njenu sigurnost. 
Hidrografska mjerenja uključuju informacije fizičke oceanografije, tj. plimu i oseku, morske struje i valove. Oni uključuju i mjerenje dna, ali s posebnom važnošću na morska geološka obilježja kao što su stijene, plićine, grebeni itd. koji predstavljaju rizik za plovidbu te sprječavaju prolazak brodova. Za razliku od oceanografije, hidrografija uključuje obilježja obale, prirodna i ljudska, koja pomažu u plovidbi. Hidrografsko istraživanje stoga uključuje pouzdane položaje i prikaze brda, planina, svjetala i tornjeva koji pomažu u određivanju položaja broda jednako kao i izgled mora te morskog dna.
Hidrografija dijelom zbog sigurnosnih razloga teži tradicionalnom gledištu te ima konvencije koje nisu u potpunosti "znanstvene". Hidrografske karte primjerice pokazuju najmanje dubine i zanemaruju pravu topografiju podmorja koja se ucrtava na batimetrijskim kartama. Stoga su hidrografske karte najbolje mornarsko oruđe za izbjegavanje nesreća, a batimetrijske najbolji prikazi podmorja pa kao i topografske karte služe za znanstvene i ostale svrhe.
Hidrografsko istraživanje se razlikuje od batimetrijskog u nekim važnim pogledima, dijelom zbog sklonosti najmanjim dubinama, koje su primjerene sigurnosnim zahtjevima prvog i geomorfologiji opisnih zahtjeva posljednjeg. Samo još jedan važan primjer pokazuje kako se zvučni odjeci sakupljaju pod postavkama nagnutih prema najmanjim dubinama dok se u batimetrijskim istraživanjima oni namještavaju za najbolji opis topografskih obilježja podmorja koja mogu uključivati brzinu zvuka i korekcije strmina koji su pouzdanije ali uklanjaju sigurnost.
Hidrografija riječnih tokova sadržava informacije o dnu toka, strujama, kvaliteti vode i okolnog kopna. Interijerna hidrografija ili hidrografija sljevova poklanja posebnu pažnju rijekama i slatkovodnim vodama.

## Povijest
Podrijetlo hidrografije leži u izradi karata kao crteža i zabilješki koje su radili pojedini mornari. One su uglavnom bile u privatnom vlasništvu pojedinaca koji su ih zbog različitih tajni koje su sadržavale koristili za trgovinsku i vojnu prednost. Na kraju su mnoge organizacije, naročito mornarice, shvatile da sakupljanje tih pojedinačnih znanja i distribucija vlastitim članovima daju prednost organizaciji. Sljedeći korak je bila organizacija članova da aktivno sakupljaju informacije. Toga su nastale hidrografske organizacije posvećene posebno za sakupljanje, organizaciju, izdavanje i distribuciju hidrografije sadržane u kartama i smjerovima plovidbe.
Zanimljiv doprinos hidrografiji dao je James Whistler. Svojim umjetničkim talentom izradio je ponekad prekrasne crteže obale koji su se pojavljivali na kartama tijekom njegova kartografskog rada zajedno i s civilnim i mornarčkim hidrografskim organizacijama u SAD-u. Ti su se crteži na ranim kartama oblikovali urezivanjem metala pomoću kiseline kako bi pomagali mornarima u identificiranju obala i lukâ kojima su se približavali.

## Organizacije
U većini zemalja hidrografske službe obavljaju specijalizirani hidrografski uredi. Pri tome je međunarodna koordinacija hidrografskih potpora smještena u rukama Međunarodne hidrografske organizacije.
U Hrvatskoj je za izradu službenih karata Jadranskog mora zadužen Hrvatski hidrografski institut

## Više informacija
- kartografija
- poplava
- suša

## Vanjske poveznice
- Hidrografija Hrvatska tehnička enciklopedija, portal hrvatske tehničke baštine. LZMK